# Izquierda Unida (RDA)
La Izquierda Unida (en alemán: Vereinigte Linke) fue una alianza de varias agrupaciones de oposición izquierdistas en la República Democrática Alemana durante sus últimos meses de existencia. Entre ellas se encontraban socialistas cristianos, trotskistas, seguidores del sistema de Josip Broz Tito en Yugoslavia de Autogestión obrera, así como algunos miembros del Partido Socialista Unificado de Alemania (SED), que criticaban la política de su partido.

## Historia
Fundada el 2 de octubre de 1989, solo unas pocas semanas antes de la caída del Muro de Berlín, la coalición exigió una reforma del socialismo con el objetivo declarado de crear una RDA libre y democrática. A finales de ese año, el partido tenía 1.500 miembros con puntos focales en Berlín y Halle. En contraste con otros grupos opositores de la RDA, la Izquierda Unida recibió menos apoyo de los gobiernos y partidos políticos occidentales debido a sus tendencias que, si bien antisoviéticas, también eran anticapitalistas. Los problemas organizativos y las tensiones internas entre las diversas facciones ideológicas significaron que la VL solo lograse un éxito político limitado durante su existencia.
En las primeras elecciones libres en la RDA en marzo de 1990, la Izquierda Unida se alió junto con "Die Nelken" ("Los Claveles"), un partido marxista. La alianza electoral con el nombre "Aktionsbündnis Vereinigte Linke" (Unidad de Acción de la Izquierda Unida) ganó el 0,18% de los votos y un escaño en la Volkskammer. La VL se desmoronó en los años posteriores a la reunificación alemana, pero algunos miembros fueron elegidos al Bundestag en representación del PDS (actual Die Linke) o Los Verdes.

## Resultados electorales
| Año                                               | # de votos   | % de votos | # de escaños obtenidos |
| ------------------------------------------------- | ------------ | ---------- | ---------------------- |
| Elecciones generales de Alemania Oriental de 1990 | 20 342 (#10) | 0,2        | 1/400                  |